# Andréi Kuraev
Andrei Nikolaevich Karaev (en ruso: Андрей Николаевич Кураев). 26 de marzo de 1972, Arkadak, URSS - Bajista, voz de apoyo y uno de los miembros fundadores del grupo sitfire.

## Biografía
Nacido el 26 de marzo de 1972 en la ciudad de Arkadak, región de Saratov. Cuando Andrei tenía 4 años su familia se mudó Kabardia-Balkaria. A la edad escolar se dedicó a jugar football de manera profesional y tuvo grandes avances. Kuraiev viajó con el equipo de football juvenil por toda la república, y participó en el torneo juvenil de football "Kozhaniy myach" (pelota de cuero) que se realizó en Leningrado.
En el año 1987 Andrei comenzó a reemplazar los deporte por la música. En la escuela donde él estudiaba se había creado una banda, y unos amigos lo invitaron a participar del grupo. Luego en 1987, Kuraev entró en una universidad de arte, donde en su tercer año de cursada con el guitarrista Ilya Pechenkin. Pechenkin lo invitó a formar parte de un grupo musical de estudiantes Kanikuli lyubvi. Realizaban música con un estilo rockabilly y rock and roll, influenciados en gran parte por el grupo Bravo. Pronto la banda grabó su primer demo en el estudio en el Palacio de la Juventud, al tiempo se unió al grupo un nuevo integrante Dan Gutsenko (Shuvalov). En ese momento Sazhin tuvo que abandonar la banda y Shuvalov pasó a ser el líder del grupo. Kuraev sugirió cambiar el nombre del grupo a Stinnin' Jivesweets e interpretar canciones en inglés. Al mismo tiempo Andrei empezó a tocar el contrabajo.
En 1993 Andrei comenzó a trabajar con Denis Kuptsov y Konstantin Limonov formando el grupo Spitfire. El nombre Andrei Kuraev estuvo presente en el folleto del álbum debut de Spitfire, Night Hunting, en la sección de agradecimientos. Desde el año 2001 forma parte del grupo Leningrad como bajista. y en el período comprendido entre 2001 y 2008 fue bajista de St. Petersburg ska-jazz review.

## Discografía

### Leningrad
- 2002 – Pirati XXI veka
- 2003 – Dlya millionov
- 2004 – Babarobot
- 2005 – Hleb
- 2006 – Babie leto
- 2007 – Avrora
- 2011 - Hna
- 2011 - Vechniy Ogon[2]

### Spitfire
- 1996 - Night Hunting
- 1999 - The Coast is Clear
- 2004 - Thrills and Kills
- 2008 - Lifetime Visa[3]